# Pike (Kalifornia)
Pike – jednostka osadnicza w Stanach Zjednoczonych, w stanie Kalifornia, w hrabstwie Sierra.